# Réserve naturelle régionale de la galerie du Pont-des-Pierres
La réserve naturelle régionale de la galerie du Pont-des-Pierres (RNR127) est une réserve naturelle régionale située en Auvergne-Rhône-Alpes. Classée en 2009, elle occupe une surface de 9,27 hectares et protège une galerie souterraine servant de gîte à chauve-souris à proximité du Pont des Pierres sur la Valserine.

## Localisation

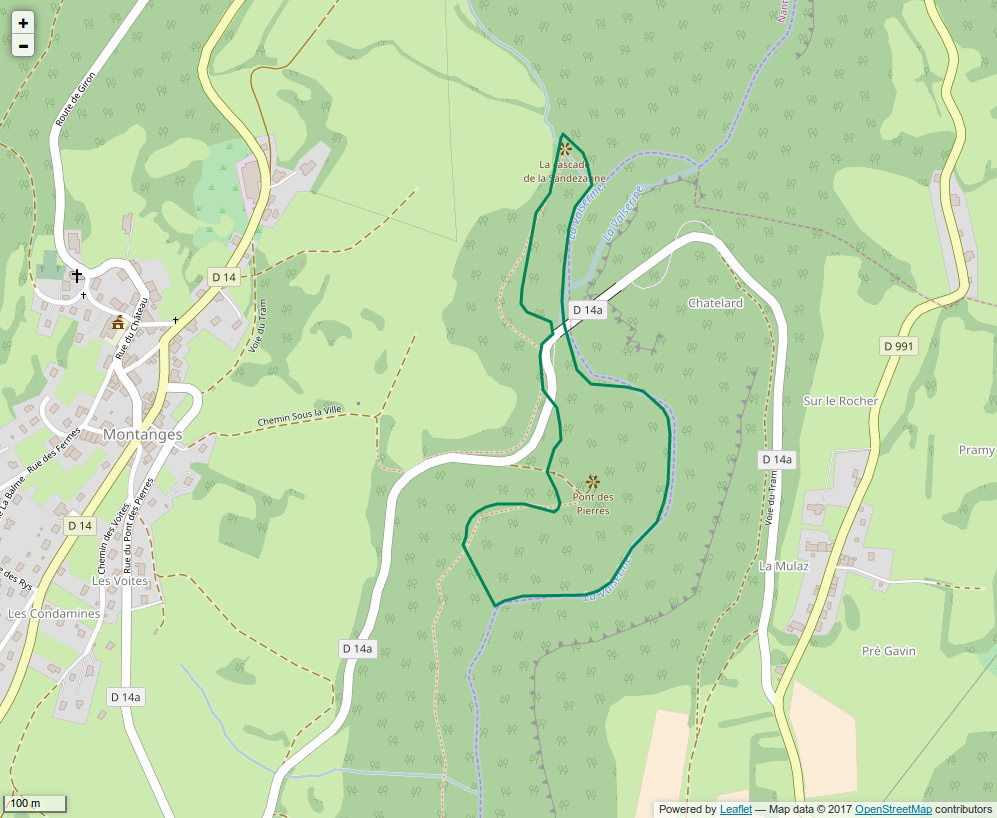
Périmètre de la réserve naturelle.

À l'intérieur du PNR du Haut-Jura, le territoire de la réserve naturelle est dans le département de l'Ain, sur la commune de Montanges et autour du Pont des Pierres sur la Valserine. Il forme deux secteurs de part et d'autre du pont et inclut la galerie souterraine. Celle-ci fait 931 m de long et comporte 4 fenêtres vers l'extérieur ainsi qu'un puits de ventilation. L'entrée est à une altitude de 445 m tandis que le cours de la rivière est à 386 m.

## Histoire du site et de la réserve
L'origine de la galerie est un projet d'usine hydroélectrique datant de 1929 qui nécessitait un tunnel de dérivation de la Valserine pour obtenir une chute suffisante. Le projet a été abandonné mais une galerie de près d'un kilomètre a été creusée dont Électricité de France est aujourd'hui propriétaire depuis 1947.
Des spéléologues de Bellegarde-sur-Valserine ont noté dès 1969 la présence de chauves-souris dans la galerie abandonnée et commencent les inventaires à partir de 1972 en période hivernale. En 1998, l'accès est protégé par la mise en place de grilles permettant le passage des chiroptères.
Le site a d'abord été classé le 9 décembre 1997 en réserve naturelle volontaire (inaugurée en juin 2001 par Dominique Voynet) puis reclassé en réserve naturelle régionale en 2009.

## Écologie (biodiversité, intérêt écopaysager…)
L'intérêt du site est lié à la présence de chauves-souris de diverses espèces dans la galerie. Les différences d'humidité et de température déterminent des zones favorables à chaque espèce : Barbastelles vers l'entrée, puis Minioptères et enfin Grands rhinolophes.
Le suivi des populations sur plus de 40 ans permet de mettre en valeur les évolutions des effectifs et indique une tendance à la baisse.

### Flore
L'Aster amelle, espèce protégée, est présent sur le site.

### Faune

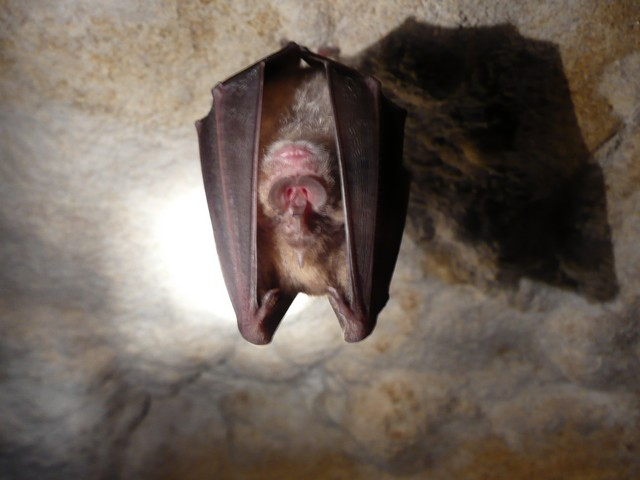
Grand Rhinolophe.

On trouve au moins 15 espèces de chauves-souris dans la galerie dont 4 remarquables : le Minioptère de Schreibers, le Grand rhinolophe, la Barbastelle d'Europe et le Petit rhinolophe.
Le Lynx d'Europe, le Chamois et le Chat forestier fréquentent le site. Les bords de la rivière hébergent le Cincle plongeur tandis que les falaises accueillent le Grand corbeau, le Tichodrome échelette, le Faucon pèlerin et le Faucon crécerelle,. La réserve abrite également quelques insectes protégés et à fort intérêt de conservation comme la bacchante et le cordulégastre bidenté.

## Intérêt touristique et pédagogique
L'accès à la galerie est interdit au public. Le site du Pont des Pierres est néanmoins spectaculaire et procure un beau panorama sur les falaises et les gorges de la Valserine. Un sentier de randonnée traverse la réserve naturelle.

## Administration, plan de gestion, règlement
La réserve naturelle est gérée par la Ligue pour la protection des oiseaux Auvergne-Rhône-Alpes (LPO AURA).

### Outils et statut juridique
La réserve naturelle a été créée par une délibération du 8 juillet 2009. Le site fait également partie des zonages suivants :
- ZNIEFF de type 1 « PONT DES PIERRES LA NAMPHEE » no 01200000 (validation de 1991) devenu « Gorges de la Valserine en amont de Montanges » no 01060005.
- Arrêté préfectoral de protection de biotope « Ensemble des falaises du confluent Semine-Valserine »
- Site d'intérêt communautaire  (réseau Natura 2000) « GALERIE A CHAUVE-SOURIS DU PONT DES PIERRES » n° FR8201648